# Герман Гедройць
Герман Іванович Гедройць (лит. Hermanas Giedraitis, лат. Hermannus de Lytwania alias de Kiederothya, Hermannus princeps Gedorothiensis; нар. близько 1400 — пом. в Кракові до 30 жовтня 1439) — литовський князь, церковний діяч XV століття.  
За припущенням історика Яна Тенговського, його батьки сповідували православ'я, а матір була донькою Дмитра Михайловича Друцького або Івана Ольгимонтовича Гольшанського (прикметно, що Гольша й Гедрус, міфічні родоначальники Гедройців й Гольшанських в литовсько-руських літописах, названі братами).   
Вирішивши присвятити себе християнському служінню, Герман зрікся вотчинних володінь на Русі та Литві й 1419 року записався із купкою земляків до Краківського університету, де осягнув ступінь бакалавра (весною 1426), а пізніше — магістра (поч. 1434). Завдяки родинним зв'язкам з польською королевою Софією Гольшанською він силкувавсь одержати кустодію в гнезненському костелі. Натомість він вибився у каноніки краківської капітули (1430), аби відтак стати влоцлавським прелатом-схоластиком (1435). Лишень 1438 р. йому таки вдалось здобути ступінь доктора канонічного права. 